# Туисп
Туисп (на английски: Twisp) е град в окръг Оканоган, щата Вашингтон, САЩ. Туисп е с население от 938 жители (2000) и обща площ от 3 km². Намира се на 499 m надморска височина. ЗИП кодът му е 98856, а телефонният му код е 509.